# Kryptyk
Kryptyk is album nummer 44 in de genummerde uitgavenreeks van Michel Huygen.

## Inleiding
Huygen nam het album op in zijn Alienikon Studio in Samui, Thailand in de periode januari tot en met mei en leek daarmee zijn verblijfplaats Barcelona verlaten te hebben. In zijn dankwoord bedankt Huygen zijn muzikale vrienden Kitaro, Suzanne Ciani en Vangelis.
De naam van de geluidsstudio verwijst naar zijn album Alienikon, de naam van zijn platenlabel naar het album Oniria.
Huygen wordt al vanaf het begin gezien als een buitenbeentje binnen de elektronische muziek, soms lijkende op de Berlijnse School voor elektronische muziek, dan weer richting ambient, new age en dan weer meditatieve muziek. Volgens Sylvain Lupari van Synth Sequences is Kryptyk in tegenstelling tot de titel toegankelijker dan ander werk van Huygen. In 2018 kreeg Huygen de prijs Best New Age/Ambient Composer Of The Year toegewezen door the Hollywood Music In Media Awards.

## Musici
- Michel Huygen – synthesizers, elektronica

## Muziek
| Nr. | Titel                          | Duur |
| --- | ------------------------------ | ---- |
| 1.  | Al-Ula                         | 5:16 |
| 2.  | Return to Mystykatea           | 6:41 |
| 3.  | La Hija del Sol                | 1:49 |
| 4.  | In your dimension              | 4:53 |
| 5.  | Elon’s visions                 | 4:19 |
| 6.  | Electro-bubbles of energy      | 4:20 |
| 7.  | Santa Monica Promenade         | 4:08 |
| 8.  | Suvarnabhumi (the golden land) | 7:21 |
| 9.  | Kryptyk                        | 4:00 |
| 10. | Et ad te ipsum                 | 5:30 |